# خانه‌های بریم شماره ۲۲۳
خانه‌های بریم شماره ۲۲۳ مربوط به دوره پهلوی دوم است و در شهر آبادان، بخش مرکزی، منطقه مسکونی بریم، پلاک۲۲۳ واقع شده و این اثر در تاریخ ۶ اسفند ۱۳۸۵ با شمارهٔ ثبت ۱۷۴۰۵ به‌عنوان یکی از آثار ملی ایران به ثبت رسیده است.